# Александър Гьорчев
Александър (Ацо) Гьорчев (на македонска литературна норма: Александар Ѓорчев) е актьор от Социалистическа република Македония.

## Биография
Роден е на 19 ноември 1933 година в Неготино в семейството на Георги и Родна, които се занимават със земеделие и кръчварство. Основно образование завършва в Неготино, след което в 1948 година започвада учи в Средното земеделско училище - първата година завършва в Тутово, а втората третата и четвъртата (1952) в Струмица. В училището показва склонност към драматичното изкуство и формира група, с която поставя пиеси. Свири много добре на китара и пее. В средното училище се запознава с Добрила, която е част от театралната му група, и която по-късно ще стане негова жена. Покрай театъра като ученик Гьорчев играе и футбол се състезава за ФК „Беласица“, ФК „Вардар“ и ФК „Тиквеш.“
В 1952 година Гьорчев започва работа в Дома на културата в Неготино като директор и ръководител на Аматьорската дружина, която води до 1961 година. Днес домът на културата е наречен на негово име. Същевременно от 1954 година работи и в Радиопрограмата на Радио Скопие. В 1958 година записва Висшето педагогическо училище в Скопие, а в 1960 година завършва и Философския факултет на Скопския университет. В 1966 -1969 година учи режисура в Академията за театър, филм и телевизия в Белград при Векослав Африч.
От 1962 до 1969 година е сценатирст, текстописец, режисьор и актьор в Народния театър в Куманово. За седем години режисира тридесетина представления, сред които „Господинът е на лов“ на Жорж Фейдо и „Боинг Боинг“ на Марк Камолети.
От 1969 година до пенсионирането си в 1992 година работи в Драматичния театър в Скопие. Същевременно продължава да играе в Куманово, в Македонския народен театър, снима се в игрални и телевизионни филми, драми, сериали и прочее.
Синът му Бранко Гьорчев също е актьор. Александър Гьорчев е носител на държавната награда „11 октомври“ и „13 ноември“ награда на град Скопие.

## Филмография
- „Жажда“ (1971)
- „Честита нова '49“ (1985)